# Długie (Kalinowo)
Długie [ˈdwuɡjɛ] (deutsch Dluggen, 1938–1945 Langenhöh) ist ein zur Gemeinde Kalinowo (Kallinowen, 1938–1945 Dreimühlen) gehörendes Dorf im nordöstlichen Masuren in der polnischen Woiwodschaft Ermland-Masuren, Powiat Ełcki (Kreis Lyck). 

## Geographische Lage
Das Dorf befindet sich 1,5 Kilometer südwestlich der Kleinstadt Kalinowo im südlichen Osten der Woiwodschaft Ermland-Masuren, 21 Kilometer nordöstlich der Kreisstadt Ełk (Lyck).

## Ortsname
Die Herkunft des Ortsnamens leitet sich aus dem masurischen Begriff długi für deutsch lang ab. 

## Geschichte
Das seinerzeit Dluggen genannte Dorf wurde 1491 gegründet. 1656 fielen die mit Polen verbündeten Tataren in weite Teile Masurens und auch in Dluggen ein, wobei das Dorf fast vollständig zerstört wurde.
Im Mai 1874 wurde im Zuge einer preußischen Gemeindereform ein Amtsbezirk Dluggen gebildet, der die Gemeinden Burnien, Dluggen, Dlugoniedziellen, Duttken, Gronsken, Kolleschnicken, Krzysewen, Prawdzisken und Romanowen sowie den Gutsbezirk Imionken umfasste. In Dluggen war zugleich der Amtsvorsteher ansässig. Erster Amtsvorsteher wurde der Grundbesitzer Przytulla.
1910 hatte Dluggen 245 Einwohner.
Am 24. Juni 1908 wurde im Zuge der Schaffung von größeren territorialen Einheiten der Amtsbezirk Dluggen aufgelöst. Die Landgemeinden Burnien, Dluggen, Kolleschnicken, Krzysewen und Prawdzisken kamen zum Amtsbezirk Kallinowen; die Landgemeinden Duttken, Gronsken und Romanowen sowie der Gutsbezirk Imionken wurden dem Amtsbezirk Borszymmen zugeordnet.
Aufgrund der Bestimmungen des Versailler Vertrags stimmte die Bevölkerung im Abstimmungsgebiet Allenstein, zu dem Dluggen gehörte, am 11. Juli 1920 über die weitere staatliche Zugehörigkeit zu Ostpreußen (und damit zu Deutschland) oder den Anschluss an Polen ab. In Dluggen stimmten 180 Einwohner für den Verbleib bei Ostpreußen, auf Polen entfiel keine Stimme.
1931 wurde der Sitz des Amtsvorstehers von Kallinowen von Martinshöh (polnisch Marcinowo) nach Dluggen verlagert. Paul Przytulla, ein Enkel des ersten Amtsvorstehers von Dluggen, wurde neuer Amtsvorsteher von Kallinowen.
1933 waren in Dluggen 261 Einwohner verzeichnet.
Dluggen wurde am 16. Juli 1938 im Zuge der massiven Eindeutschung von Ortsnamen masurischer, polnischer oder litauischer Herkunft in Langenhöh umbenannt. Die Umbenennung folgte der deutschen Übersetzung des Wortstammes długi in Dluggen in Verbindung mit der geographischen Gegebenheit einer leichten Anhöhe im Ortsbereich. 
1939 hatte Langenhöh (Dluggen) nur noch 225 Einwohner.
Nach Ende des Zweiten Weltkrieges 1945 fiel das zum Deutschen Reich (Ostpreußen) gehörende Langenhöh (Dluggen) an Polen. Die ansässige deutsche Bevölkerung wurde, soweit sie nicht geflüchtet war, nach 1945 größtenteils vertrieben bzw. ausgesiedelt und neben der angestammten masurischen Minderheit durch Neubürger aus anderen Teilen Polens ersetzt. Der Ort Langenhöh wurde in der polnischen Schreibweise des historischen Ortsnamens Dluggen in Długie umbenannt.
Von 1975 bis 1998 gehörte Długie zur damaligen Woiwodschaft Suwałki, kam dann 1999 zur neu gebildeten Woiwodschaft Ermland-Masuren. Heute ist der Ort Sitz eines Schulzenamtes (polnisch Sołectwo) und somit eine Ortschaft im Verbund der Gmina Kalinowo.

## Religionen
Vor 1945 war Dluggen in die evangelische Kirche Kallinowen (1938–1945 Dreimühlen, polnisch Kalinowo) in der Kirchenprovinz Ostpreußen der Evangelischen Kirche der Altpreußischen Union sowie in die römisch-katholische Kirche St. Andreas in Prawdzisken  (polnisch Prawdziska) im damaligen Bistum Ermland eingepfarrt.
Heute gehört Długie katholischerseits zur Pfarrei in Kalinowo im Bistum Ełk der Römisch-katholischen Kirche in Polen. Die evangelischen Einwohner halten sich zur Kirchengemeinde in der Kreisstadt Ełk (Lyck), einer Filialgemeinde der Pfarrei in Pisz (deutsch Johannisburg) in der Diözese Masuren der Evangelisch-Augsburgischen Kirche in Polen.

## Verkehr
Długie liegt verkehrsgünstig an der polnischen Ost-West-Achse Landesstraße 16, die die drei Woiwodschaften Kujawien-Pommern, Ermland-Masuren und Podlachien durchzieht. Eine Bahnanbindung besteht nicht, solange die nächstgelegene Bahnstation Kalinowo an der derzeit nicht befahrenen Bahnstrecke von Ełk nach Turowo (Thurowen, 1938–1945 Auersberg) (einstige Lycker Kleinbahnen) nicht in Betrieb ist.